# Bugatti Veyron
A Bugatti Veyron a Volkswagen konszern felügyelete alatt készülő, újkori Bugatti szuperautó, napjaink egyik leggyorsabb, legerősebb közúti autója. Az első olyan sorozatgyártású modell, amelynek teljesítménye átlépte az 1000 lóerős álomhatárt, illetve sebessége meghaladja a 400 km/h-t. Az autót a német Hartmut Warkuß tervezte, aki a Volkswagen csoport egyik különleges modellekkel foglalkozó osztályán dolgozik. Nevét a francia Pierre Veyron után kapta, aki 1939-ben egy Bugatti volánja mögött megnyerte a Le Mans-i 24 órás autóversenyt. Az autó vételára nettó 1 millió euró, és évente mindössze 70 darab készül belőle. Az eladási sikereknek köszönhetően kellett megemelni a gyártási kapacitást, mivel az eredeti évi 50 darabos széria mellett a leendő tulajdonosoknak 15 hónapos várólistát kellett végigvárniuk, mire átvehették a járművet.

## Története

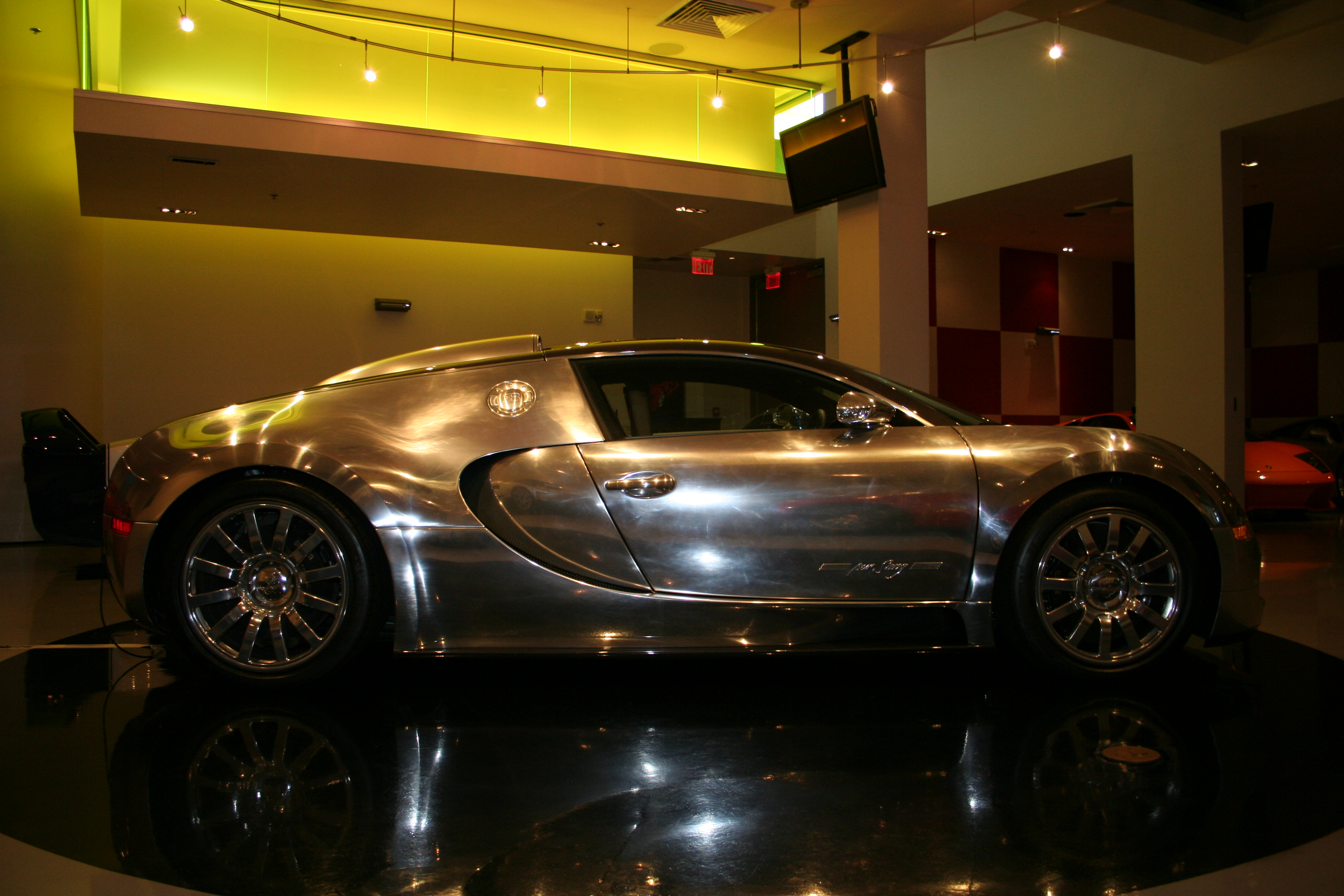
Veyron Pur Sang

Miután az 1990-es évek végén a német Volkswagen konszern felvásárolta Európa vezető autógyárainak jórészét – köztük a két világháború közötti sportautóiról híres, vállalatként megszűnt francia Bugatti cég védjegyét is – a vezérigazgató Ferdinand Piëch minden áron létre akart hozni egy kereskedelmi forgalomban is kapható autót, amely átlépi a 400 km/h-t. A járműhöz a Bugatti patinás márkaneve már rendelkezésre állt, így a gyár mérnökei megkezdhették tanulmányautókon keresztül kipróbálni ötleteiket, tesztelni a nagyközönség reakcióit.
A Volkswagen mérnökei a terv alapjául egy 6,3 literes, W elrendezésű, 18 hengeres, 555 lóerő teljesítményű motort építettek. A 18 hengeres motort fejlesztése során már több tanulmányautóba is beépítették, elsőként az 1998-as EB 118 kétajtós luxuskupé prototípusba. A következő lépcsőfok az EB 218, ami gyakorlatilag a 118-as négyajtós limuzin változata. A luxuskupé/limuzin tervét elvetette a Volkswagen, és úgy döntöttek, egy brutális, kétajtós szupersportkocsi lesz a végső koncepció. 1999-ben egymással párhuzamosan két prototípust is bemutattak: az egyik az olasz ItalDesign fejlesztette 18/3 Chiron, amely a Frankfurti autószalonon mutatkozott be, a másik pedig a német (az olasz Giugiaro segítségével megalkotott) 18/4 Veyron volt, amelyet a Tokyo Motor Show-n vehetett szemügyre a közönség. Az elnevezések itt már a hengerek számára és a prototípus sorszámára utalnak. Később a döntés a negyedik prototípus, a Veyron sorozatgyártása mellett szólt, így a mérnökök megkezdhették az évekig tartó fejlesztőmunkát, aminek végeredményeképp a hengerszám végül 16-ra redukálódott. A Veyron hivatalos neve innen lett 16.4-es.

## Speciális változatok

### Pur Sang
2007 októberében a Frankfurti Autószalonon mutatkozott be a Veyron „Pur Sang” modellváltozat, melyből csak 5 darab készült 1,4 millió eurós listaáron. Az autó különlegessége a fényezetlen alumínium, valamint szénszálas karosszériaelemek, melyeknek köszönhetően 100 kilóval csökkent az össztömeg, ami immáron 1,8 kg/lóerő arányt jelent.

### Fbg par Hermès

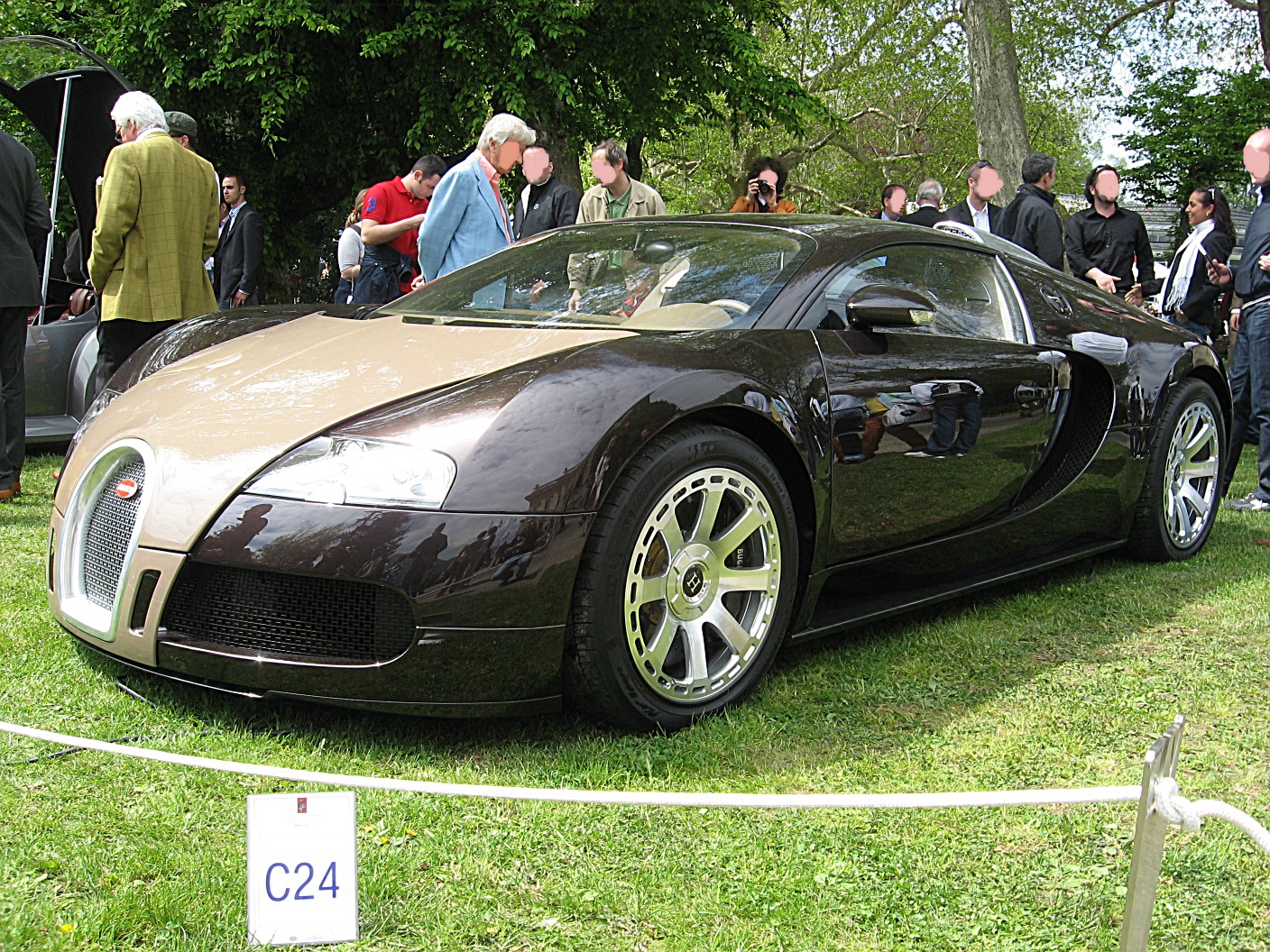
Fbg par Hermès Veyron

A 2008-as Genfi Autószalonon mutatta be a Bugatti a francia Hermès divatházzal közösen megalkotott Veyron változatot. Az átalakítások közé tartozik az újratervezett orr-rész, a hűtőmaszkon H-formájú rostéllyal, az egyedi nyolcküllős felnik, valamint a teljes mértékben a Hermès által megtervezett, bőrrel kárpitozott belsőtér, egyedi poggyászszettel. A Hermès Veyron négy új színsémával volt rendelhető: „indigo/vermilion”, „indigo/lime”, „fekete/garance vörös”, valamint „prussian kék/blue jean”.

### Sang Noir
A Sang Noir modellváltozattal az 1930-as évek Bugatti Atlantique 57S modellje előtt tiszteleg a gyártó. Az autó külsejét a fekete árnyalatok és szénszálas elemek sora határozza meg. A Sang Noirból összesen 15 darab készült.

### Mansory Linea Vincerò
Kourosh Mansory, a luxusautók átalakítására szakosodott szakember és szerelőcsapata 2009 márciusában a világon elsőként állt elő a Veyron tuningolt változatával a Vinceróval. Az autó teljes autoklávban formált szénszálas borítást kapott, valamint egyedi kovácsolt felniket. A belsőteret teljesen megváltoztatta a Mansory műhely. A motor teljesítményét a vezérlőelektronika, valamint a kipufogórendszer átalakításával sikerült 1111 lóerőre növelni. A végsebességet az eredeti modell tiszteletben tartása végett meghagyták 407 km/h-ban, a gyorsulás azonban változott: A modellváltozat 2,4 másodperc alatt éri el a 100-as tempót, ami még egy superbikenak is tiszteletére válna. A Mansory Vinceróból összesen 9 darab készül. Egy példány vételára 2 165 000 euró.

### Super Sport
A Bugatti Veyron legerősebb változata 2010 végén jelent meg. A motor teljesítményét a turbófeltöltők növelésével 1200 lóerőre változtatták, így a végsebessége 431 km/h lett. A nagyobb levegőszükséglet miatt átszabták a levegőbeömlőket, valamint módosítottak a légterelőkön is. Ezen felül a teljes karosszéria szénszálból készült, a lengéscsillapítókat pedig a jobb menettartás érdekében áthangolták. Az első 5 modellt a tesztpéldányéval egyező fekete-narancssárga színben készítik.

## Műszaki adatok

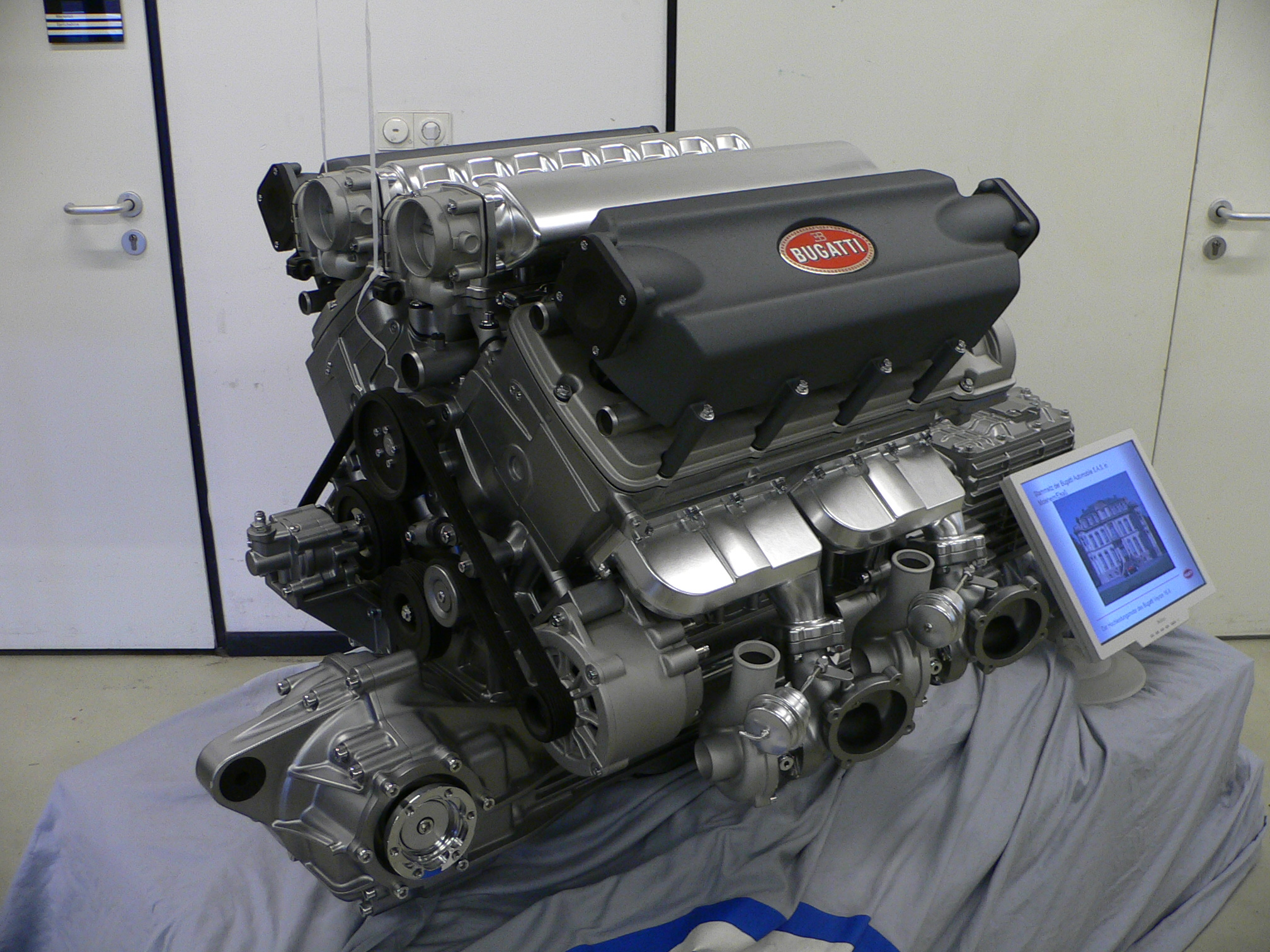
A Bugatti W16-os motorja

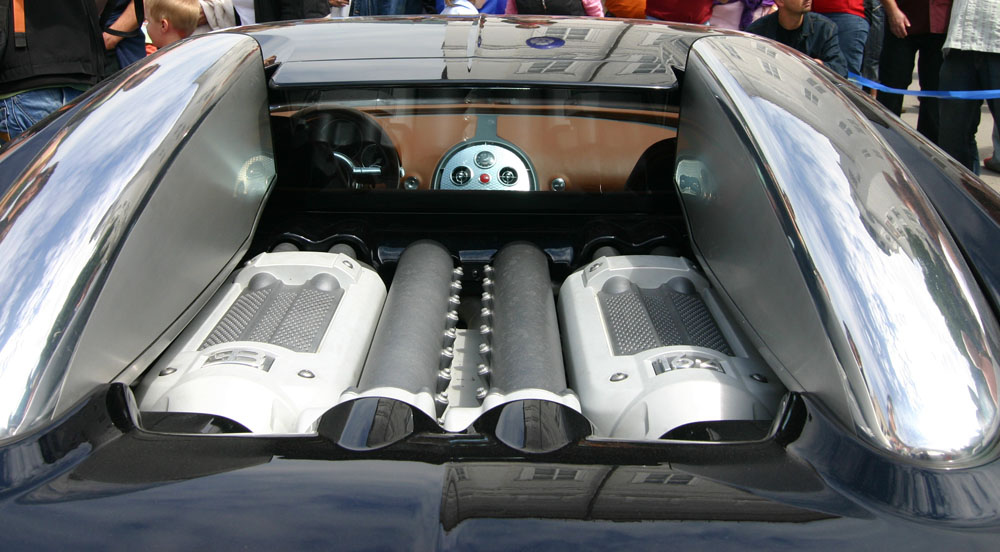
A motor hűtési okok miatt semmilyen burkolatot nem kapott

A Veyron teljesen egyedi, 3 részből álló alvázra épült. A modell középmotoros (a motor a hátsó tengely előtt helyezkedik el), aminek köszönhetően jó a tömegeloszlás a négy kerék között, illetve összkerékhajtású az erő elosztása, és a vezethetőség érdekében. Az összkerékhajtási rendszert a brit Ricardo segítségével fejlesztették ki. Az eredetileg tervezett 18 hengeres helyett a tervezők egy nagyobb hengerűrtartalmú, de „csak” 16 hengeres motort használtak, aminek furata és lökete egyaránt 86 mm. A motor közvetlen befecskendezéses (FSI), hengerenként négy szelepes kettős felülvezérlésű szeleprendszerrel (DOHC szelepvezérlés). A motor sűrítési aránya 9:1. Minden hengersorhoz tartozik egy turbófeltöltő, azaz összesen négy turbó dolgozik a motor levegővel történő ellátásán. A W elrendezés gyakorlatilag két, egyenként két vezérműtengelyes V8-as egybeépítéséből származik, így a W16-osnak összesen négy vezérműtengelye van.
A motor 1001 lóerős teljesítményét, illetve a hatalmas 1250 newtonméteres forgatónyomatékot egy két tengelykapcsolós, szekvenciális, hétsebességes váltószerkezet továbbítja a tengelyekhez. A kormány mögött lévő kapcsolókkal vezérelhető váltó 8 milliszekundum alatt vált egyik fokozatból a másikba, de a szerkezet használható teljesen automata módban is.
A sorozatgyártású változat bemutatása a fejlesztések késedelme miatt nem volt lehetséges az előre tervezett 2003-as időpontban. A fő gondot a hatalmas motor hűtése okozta. A problémát a motor minden fedés nélküli elhelyezése, és összesen tíz hűtő beszerelése oldotta meg. Ebből három közvetlenül a motorteret hűti, egy-egy szolgál az olajteknő, a sebességváltó, a differenciálmű, a hűtőfolyadék és a hátsó légterelő hidraulikájának hűtésére, valamint további kettő a légkondicionáló berendezéshez szükséges.

## Teszteredmények
A Bugatti Veyront tesztelő autós szakújságírók szinte csak szuperlatívuszokban beszéltek a modellről. Nem csoda, hiszen teljesítményével legyőzte a korábbi csúcstartó McLaren F1-est. Az autót tesztelő média közül talán a brit Top Gear bír a legnagyobb jelentőséggel. A műsorban az egyik műsorvezető, Jeremy Clarkson egy rendhagyó verseny keretein belül mutatta be az autó képességeit: A Veyronnal Olaszországból indulva Clarkson hamarabb ér autópályán haladva Londonba, mint kollégája kisrepülővel. Egy későbbi Top Gear adásban aztán le is tesztelik az autó 407 km/h-s végsebességét egy németországi Volkswagen tesztpályán.
Egy későbbi Top Gear adásban Richard Hammond vezethette a Veyront egy Eurofighter Typhoon vadászrepülőgép ellen. A verseny lényege az volt, hogy a két jármű egyszerre indult, majd amíg a vadászgép felszállt, egy mérföld magasságig emelkedett és újra elrepült a rajtvonal felett, addig az autónak is meg kellett tennie az egy mérföldes távot a kifutópályán, majd vissza kellett fordulnia, és ismét áthaladnia a rajtvonalon. Ebben a tesztben a vadászgép nyert, de csak néhány másodperccel előzte meg a Bugattit.
Egy másik, hasonlóan meglepő teszteredmény, amit a magyar Sport Auto magazin közöl 2005. decemberi számában: A tíz éven keresztül legyőzhetetlennek számító McLaren F1 és a Veyron egymás mellől indulnak, de a Veyron csak 10 másodperccel az F1-es után. A két autó pontosan ugyanabban a pillanatban éri el a 320 km/h-s sebességet.
Egy hasonló tesztet végzett Richard Hammond a BBC Top Gear című műsorában. A Sport Auto magazin 2005/12 számában, az "Az ezeregy lóerő meséi" című írásban a következő élménybeszámolót olvashatjuk erről a tesztelésről: "Minden olyan megnyugtató és csendes, hogy elkezdek tűnődni azon, vajon tényleg képes lesz-e ez a sportkocsi megenni a McLarent reggelire? […] Négyes fokozatban picit rálépek a gázpedálra. A Veyron máris kimutatja a foga fehérjét. A másodperc tört részéig úgy tűnt nekem, hogy ezekről a hegyes fogakról vér csöpög és húscafatok lógnak. […] Körülbelül két másodpercen keresztül kicsit megnyomtam a gázpedált négyes sebességfokozatban 70 km/h sebességnél. Ekkor a Veyron úgy tört ki, mint egy Porsche 911 egyes fokozatban padlógázzal. Bár már napok teltek el az esemény óta, most is pontosan emlékszem, milyen érzés volt. Akkor se tudtam teljesen elhinni, és most sem vagyok rá képes."
Ron Dennis, a McLaren Formula–1-es csapatának korábbi csapatfőnöke, a Bugattival konkuráló McLaren Automotive vezető elnöke később erősen negatív éllel nyilatkozott mind a BBC Top Gear versenyről, mind magáról a Bugatti Veyronról. Az Arabian Business magazinnak tett csípős nyilatkozatát a világ szaksajtója is szárnyára kapta. Szavait a következő magyar fordításban közölte a Motorhang.hu internetes magazin: "A Bugatti Veyron egy rakás ócskavas. Tényleg így gondolom. […] A Veyron nem jelent számomra semmit. Évek óta nézem, és semmit jót nem érzek benne. […] Amikor a verseny felvételei készültek Abu Dhabiban, tízszer álltunk a rajtvonalhoz. Mielőtt sikerült végrehajtaniuk egy tiszta rajtot és utolérni és elhagyni minket, mi annyiszor húztunk el, miközben ők felengedve a kuplungot lefulladtak[forrás?], hogy a stáb tagjai, akik eleve a Veyront hitték győztesnek, már kezdtek frusztráltak lenni."
A Motorhang.hu cikke ugyanakkor kifejti azt az álláspontját is, hogy az ilyen nyilvános versenyek, show műsorok és nyilatkozatok szálait egyaránt a gyártó cégek pillanatnyi üzleti érdekei is motiválhatják.

## Eladások

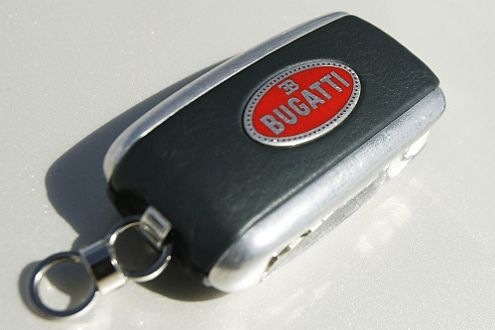
A Veyron slusszkulcsa

A Veyron eladásai a fejlesztés közbeni csúszások miatt a tervezett 2003 helyett csak 2005 szeptemberében indulhattak meg. Az autóból eredetileg csak évi 50 darabot szándékozott gyártani a Bugatti, de a 15 hónapos várólista miatt ezt fel kellett emelni 70 darabra, ráadásul a Volkswagen 10%-os áremelést is kilátásba helyezett – mondván, akinek nem probléma kifizetni kb. 300 millió forintot egy autóért, annak ez nem okoz majd gondot. A várólista hosszúsága miatt nem egy alkalommal előfordult, hogy valaki amint hozzájutott egy példányhoz, internetes aukciókon azonnal áruba is bocsátotta, és jókora felárért adott túl az autón.
A csillagászati ár ellenére anyagilag mégsem éri meg a Veyron gyártása. Erre a fejlesztési költségek szolgálhatnak magyarázatként: a fejlesztési idő és a hároméves csúszás nem kevés pénzt emésztett fel. Nem hivatalos információk szerint így minden egyes legyártott Veyron nagyjából 4, más források szerint 7 millió eurójába kerül a Volkswagennek.